# اسوالاو
اسوالاو (به سوئدی: Svalöv) یک منطقهٔ مسکونی در سوئد است که در بخش اسوالاو واقع شده‌است. اسوالاو ۲٫۳۹ کیلومتر مربع مساحت و ۳٬۶۳۳ نفر جمعیت دارد.